# Porte Naevia
La Porte Naevia (latin : Porta Naevia) est une des portes du mur servien, située entre la Porte Capène et la Porte Raudusculane à Rome.

## Localisation
D'après l'inscription de la « Base Capitoline », une inscription datée de 136 ap. J.-C. durant le règne d'Hadrien, la porte se situe dans la Regio XII. Une mention de Varron permet de situer plus précisément la porte sur l'Aventin mineur, près de la silva Naevia, entre les Tutilinae loca et la Porte Raudusculane,. Ce site correspondrait aujourd'hui au passage entre les églises Santa Balbina et Santa Saba. Le Vicus portae Naeviae qui franchit la porte devient la Via Ardeatina à l'extérieur du mur servien,.

## Histoire
Il s'agit d'une porte d'importance mineure. D'après Festus, la porte a reçu le nom de Naevia en souvenir de la Nemora Naevia qui a appartenu à un certain Naevius. Cet endroit avait mauvaise réputation à cause des nombreux vagabonds et débauchés qu'on pouvait y croiser,.